# Ján Levoslav Bella

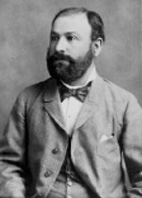
Ján Levoslav Bella

Ján Levoslav Bella (* 4. September 1843 in Liptovský Mikuláš (Liptau-Sankt-Nikolaus); † 25. Mai 1936 in Bratislava) war ein slowakischer Komponist.

## Leben und Wirken
Ján Levoslav Bella war das älteste von zehn Kindern des Organisten Johann Ignatz Bella und seiner Ehefrau Theresia Veselovská.
Nach dem Besuch des Gymnasiums in Levoča, den ihm der Zipser Bischof ermöglichte, studierte Bella in Banská Bystrica katholische Theologie und zwei Jahre in Wien am Pazmaneum Komposition bei Simon Sechter, der auch Schuberts und Bruckners Lehrer war.
1866 wurde er in Banská Bystrica zum Priester geweiht. 1870 wurde er Kapellmeister in Kremnitz.
Von 1881 bis 1921 war er Stadtkantor und Dirigent in Hermannstadt/Siebenbürgen, wo er zum protestantischen Glauben übertrat und heiratete. Dort komponierte er neben Messen und anderer Sakralmusik sein bedeutendstes Werk, die Oper (Kováč Wieland – Wieland der Schmied, 1926), eine Sinfonische Dichtung, sowie Streichquartette und -quintette, Klavier- und Violinstücke und Lieder.
Im Jahr 1921 übersiedelte er nach Wien zu seiner Tochter Augusta. Ab 1928 lebte er in Bratislava. Nach Ausbruch seiner schweren Krankheit zog er sich von der Öffentlichkeit zurück. Er starb 93-jährig und seine sterblichen Überreste wurden am Preßburger Gaistor-Friedhof beigesetzt.
Seine Enkelin ist die Pianistin Dagmar Sturli-Bella.

## Würdigung

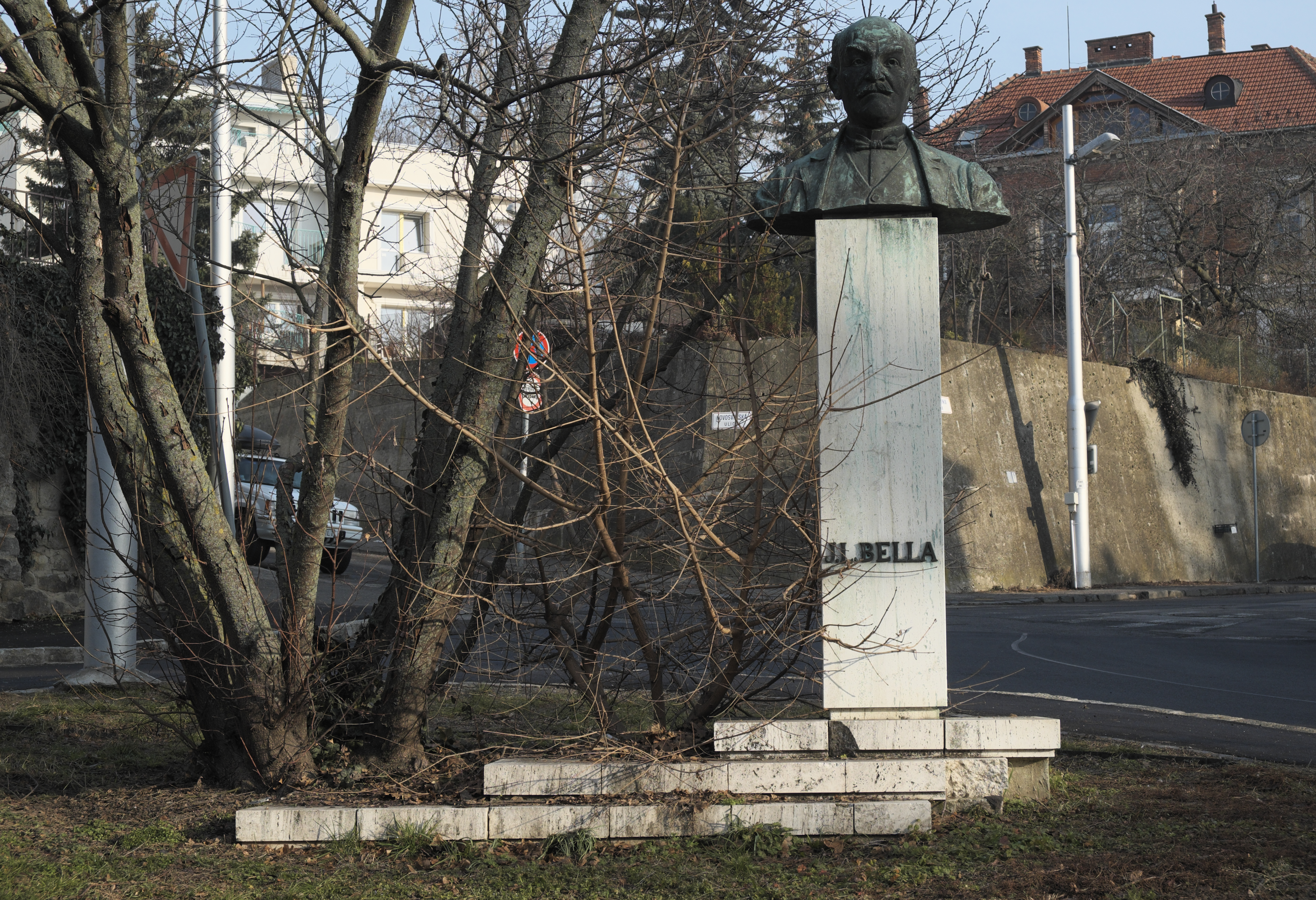
Denkmal für Ján Levoslav Bella in Bratislava

Das 1992 in Banská Bystrica gegründete Konservatorium wurde nach Ján Levoslav Bella benannt.

## Jan-Levoslav-Bella-Preis
Seit 1963 werden in der Slowakei Werke zeitgenössischer Komponisten mit dem Jan-Levoslav-Bella-Preis ausgezeichnet. Unter den ausgezeichneten Komponisten befinden sich u. a. Ján Cikker, Ilja Zeljenka, Vladimír Godár, Peter Machajdík, Roman Berger, Iris Szeghy, Adrián Demoč.